# Тейковский район
Те́йковский райо́н — административно-территориальная единица (район) и муниципальное образование (муниципальный район) на юго-западе Ивановской области России.
Административный центр района — город Тейково (в состав района не входит).

## География
Площадь территории — 1274 км².

## История
Тейковский район образовался 14 января 1929 года в составе Шуйского округа Ивановской Промышленной области. В него вошли Крапивновская и Аньковская волости полностью, части Тейковской, Нерльской, Миловской и Мирславской волостей бывшего Тейковского уезда Иваново-Вознесенской губернии и селений Торчинской волости Владимирского уезда. В район вошли сельсоветы: Аньковский, Алферьевский, Березовский, Больше-Ступкинский, Борисовский, Думинский, Зерниловский, Зиновский, Ивашковский, Калинкинский, Кибергинский, Коварчинский, Крапивновский, Кулеберьевский, Лопатницкий, Макарьинский, Москвинский, Мосяковский, Морозовский, Мытищинский, Нестерцевский, Никольский, Нерльский, Нельшинский, Поддубновский, Першинский, Подлесихинский, Радинский, Савинский, Светиковский, Сахтышский, Собольцевский, Сокатовский, Тейковский, Торчинский, Харитоновский, Якшинский. 27 августа 1929 года ликвидирован Калинкинский сельсовет. 5 октября 1929 года Харитоновский сельсовет переименован в Никитинский. 20 июня 1932 года сельсоветы Губцевский, Ивашковский, Кулеберьевский, Мытищинский, Никольский, Светиковский и Якшинский переданы в Писцовский район. В 1935 году к Ильинскому району отошли Аньковский, Зиновский, Коварчинский, Макарьинский, Нестерцевский, Поддубновский, Радинский и Савинский сельсоветы; к Суздальскому району — Борисовский, Лопатницкий и Торчинский сельсоветы. 18 июня 1954 года в результате укрупнения ликвидированы сельсоветы Першинский, Больше-Ступкинский, Собольцевский, Никитинский, Кибергинский, Зерниловский, Москвинский, Нельшинский.
1 февраля 1963 года район реорганизован в Тейковский сельский район. В него вошли, кроме Тейковского, Гаврилово-Посадский и Ильинский районы. 13 января 1965 года Тейковский сельский район преобразован в район в составе: рабочих посёлков Нерль и Новое Леушино, а также Алферьевского, Березовского, Думинского, Крапивновского, Морозовского, Мосяковского, Нерльского, Подлесихинского, Сахтышского, Сокатовского и Тейковского сельсоветов. В ноябре 1972 года упразднены Березовский и Мосяковский сельсоветы, Алферьевский сельсовет переименован в Большеклочковский. В 1979 году Думинский сельсовет переименован в Москвинский. 30 октября 1984 года организован Новогоряноский сельсовет.
В 2005 году в рамках организации местного самоуправления был образован муниципальный район.

## Население
| 1939    | 1959    | 1970    | 1979    | 1989    | 2002    | 2009    | 2010    | 2011    |
| ------- | ------- | ------- | ------- | ------- | ------- | ------- | ------- | ------- |
| 63 928  | ↘58 794 | ↘26 152 | ↘20 624 | ↘18 445 | ↘14 418 | ↘12 458 | ↘12 232 | ↘12 159 |
| 2012    | 2013    | 2014    | 2015    | 2016    | 2017    | 2018    | 2019    | 2020    |
| ↘12 060 | ↘11 867 | ↘11 752 | ↘11 732 | ↘11 565 | ↘11 312 | ↘10 953 | ↘10 647 | ↘10 448 |
| 2021    |         |         |         |         |         |         |         |         |
| ↗10 614 |         |         |         |         |         |         |         |         |

### Урбанизация
Городское население (пгт Нерль) составляет 18.99 % населения района.

### Национальный состав
По итогам переписи населения 2020 года проживали следующие национальности (национальности менее 0,1 % и другое, см. в сноске к строке «Другие»):
| Национальность | Численность, чел. | Доля     |
| -------------- | ----------------- | -------- |
| Русские        | 9717              | 91,55 %  |
| Таджики        | 169               | 1,59 %   |
| Азербайджанцы  | 84                | 0,79 %   |
| Украинцы       | 60                | 0,57 %   |
| Татары         | 44                | 0,41 %   |
| Молдаване      | 38                | 0,36 %   |
| Узбеки         | 37                | 0,35 %   |
| Чуваши         | 31                | 0,29 %   |
| Грузины        | 25                | 0,24 %   |
| Армяне         | 22                | 0,21 %   |
| Табасараны     | 21                | 0,20 %   |
| Киргизы        | 20                | 0,19 %   |
| Белорусы       | 13                | 0,12 %   |
| Лезгины        | 12                | 0,11 %   |
| Мордва         | 11                | 0,10 %   |
| Другие         | 310               | 2,92 %   |
| Итого          | 10 614            | 100,00 % |

## Муниципально-территориальное устройство
В муниципальный район входят 6 муниципальных образований, в том числе 1 городское и 5 сельских поселений.
| № | Муниципальное образование            | Административный центр   | Количество населённых пунктов | Население (чел.) | Площадь (км²) |
| - | ------------------------------------ | ------------------------ | ----------------------------- | ---------------- | ------------- |
| 1 | Нерльское городское поселение        | пгт Нерль                | 31                            | ↗3065            | 273,70        |
| 2 | Большеклочковское сельское поселение | деревня Большое Клочково | 32                            | ↗1633            | 236,73        |
| 3 | Крапивновское сельское поселение     | село Крапивново          | 19                            | ↘770             | 251,30        |
| 4 | Морозовское сельское поселение       | посёлок Морозово         | 28                            | ↗1754            | 250,70        |
| 5 | Новогоряновское сельское поселение   | посёлок Новое Горяново   | 4                             | ↗1298            | 53,15         |
| 6 | Новолеушинское сельское поселение    | село Новое Леушино       | 28                            | ↗2094            | 208,10        |

В 2005 году в рамках организации местного самоуправления в муниципальном районе были созданы 8 муниципальных образований: 1 городское (Нерльское) и 7 сельских поселений: Большеклочковское, Крапивновское, Морозовское, Новогоряновское, Новолеушинское, Светловское и Сокатовское.
Законом от 10 декабря 2009 года в Новолеушинское сельское поселение было включено упразднённое Светловское сельское поселение, а в Морозовское сельское поселение — упразднённое Сокатовское сельское поселение.

## Населённые пункты
В Тейковском районе 142 населённых пункта, в том числе 1 городской (пгт) и 141 сельский.
| №   | Населённый пункт                               | Тип             | Население | Муниципальное образование            |
| --- | ---------------------------------------------- | --------------- | --------- | ------------------------------------ |
| 1   | Алферовка                                      | деревня         | 45        | Крапивновское сельское поселение     |
| 2   | Алферьево                                      | село            | ↘54       | Большеклочковское сельское поселение |
| 3   | Башки                                          | деревня         | 0         | Нерльское городское поселение        |
| 4   | Березовик                                      | деревня         | 17        | Новолеушинское сельское поселение    |
| 5   | Берлово                                        | деревня         | 6         | Большеклочковское сельское поселение |
| 6   | Бирюково                                       | деревня         | 11        | Крапивновское сельское поселение     |
| 7   | Богатырево                                     | село            | ↘48       | Крапивновское сельское поселение     |
| 8   | Большие Вязовицы                               | деревня         | 22        | Крапивновское сельское поселение     |
| 9   | Большое Клочково                               | деревня         | ↗269      | Большеклочковское сельское поселение |
| 10  | Большое Ступкино                               | деревня         | 12        | Большеклочковское сельское поселение |
| 11  | Булгаково                                      | деревня         | 6         | Нерльское городское поселение        |
| 12  | Бураково                                       | деревня         | 32        | Новолеушинское сельское поселение    |
| 13  | Бушариха                                       | деревня         | ↗109      | Нерльское городское поселение        |
| 14  | Быково                                         | деревня         | 3         | Морозовское сельское поселение       |
| 15  | Вантино                                        | деревня         | 10        | Большеклочковское сельское поселение |
| 16  | Варварино                                      | деревня         | 5         | Нерльское городское поселение        |
| 17  | Волосачево                                     | деревня         | 2         | Нерльское городское поселение        |
| 18  | Воронково                                      | деревня         | 0         | Новолеушинское сельское поселение    |
| 19  | Высоково                                       | деревня         | 9         | Новолеушинское сельское поселение    |
| 20  | Гари                                           | деревня         | 2         | Нерльское городское поселение        |
| 21  | Голебтово                                      | деревня         | 0         | Крапивновское сельское поселение     |
| 22  | Голянищево                                     | деревня         | 21        | Большеклочковское сельское поселение |
| 23  | Горки                                          | деревня         | ↘77       | Большеклочковское сельское поселение |
| 24  | Григорьево                                     | село            | ↘55       | Новолеушинское сельское поселение    |
| 25  | Гридино                                        | деревня         | 11        | Морозовское сельское поселение       |
| 26  | Грозилово                                      | деревня         | ↗232      | Большеклочковское сельское поселение |
| 27  | Дашково                                        | деревня         | 22        | Морозовское сельское поселение       |
| 28  | Деревня Иван                                   | деревня         | 14        | Нерльское городское поселение        |
| 29  | Домотканово                                    | деревня         | ↘73       | Новолеушинское сельское поселение    |
| 30  | Доронино                                       | деревня         | 25        | Большеклочковское сельское поселение |
| 31  | Думино                                         | деревня         | ↘111      | Нерльское городское поселение        |
| 32  | Елховка                                        | село            | ↘426      | Морозовское сельское поселение       |
| 33  | Ергуницы                                       | деревня         | 1         | Нерльское городское поселение        |
| 34  | Ермолиха                                       | деревня         | 3         | Морозовское сельское поселение       |
| 35  | Захарово                                       | деревня         | 14        | Нерльское городское поселение        |
| 36  | Зернилово                                      | село            | ↘92       | Нерльское городское поселение        |
| 37  | Зиново                                         | село            | ↗342      | Большеклочковское сельское поселение |
| 38  | Знамово                                        | деревня         | 4         | Большеклочковское сельское поселение |
| 39  | Золотниковская Пустынь                         | село            | 16        | Морозовское сельское поселение       |
| 40  | Иваньково                                      | деревня         | 3         | Большеклочковское сельское поселение |
| 41  | Ильинское                                      | деревня         | 3         | Морозовское сельское поселение       |
| 42  | Иудкино                                        | деревня         | 4         | Новолеушинское сельское поселение    |
| 43  | Калинкино                                      | деревня         | 0         | Большеклочковское сельское поселение |
| 44  | Карино                                         | деревня         | 0         | Нерльское городское поселение        |
| 45  | Кибергино                                      | село            | ↘292      | Нерльское городское поселение        |
| 46  | Киркеево                                       | деревня         | 8         | Нерльское городское поселение        |
| 47  | Клинцево                                       | деревня         | 22        | Большеклочковское сельское поселение |
| 48  | Кондраково                                     | деревня         | ↘114      | Крапивновское сельское поселение     |
| 49  | Коптево                                        | деревня         | ↘61       | Морозовское сельское поселение       |
| 50  | Крапивник                                      | деревня         | ↘70       | Новолеушинское сельское поселение    |
| 51  | Крапивново                                     | село            | ↗543      | Крапивновское сельское поселение     |
| 52  | Крапивново                                     | деревня         | ↘61       | Нерльское городское поселение        |
| 53  | Красницы                                       | деревня         | 15        | Крапивновское сельское поселение     |
| 54  | Красново                                       | деревня         | ↘40       | Новолеушинское сельское поселение    |
| 55  | Лемешки                                        | деревня         | ↘118      | Большеклочковское сельское поселение |
| 56  | Логиново                                       | деревня         | 1         | Большеклочковское сельское поселение |
| 57  | Лукьяново                                      | деревня         | 10        | Крапивновское сельское поселение     |
| 58  | Максимцево                                     | деревня         | 135       | Новолеушинское сельское поселение    |
| 59  | Малое Клочково                                 | деревня         | ↘41       | Новогоряновское сельское поселение   |
| 60  | Малый Таковец                                  | деревня         | ↘44       | Новолеушинское сельское поселение    |
| 61  | Минеиха                                        | деревня         | 1         | Нерльское городское поселение        |
| 62  | Марьино                                        | деревня         | 0         | Крапивновское сельское поселение     |
| 63  | Матренкино                                     | деревня         | 9         | Новолеушинское сельское поселение    |
| 64  | Медведево                                      | деревня         | 8         | Нерльское городское поселение        |
| 65  | Междуреченск                                   | село            | 201       | Новогоряновское сельское поселение   |
| 66  | Мелюшево                                       | деревня         | ↘94       | Новолеушинское сельское поселение    |
| 67  | Морозово                                       | село            | ↗916      | Морозовское сельское поселение       |
| 68  | Москвино                                       | деревня         | ↘199      | Нерльское городское поселение        |
| 69  | Мосяково                                       | деревня         | 25        | Крапивновское сельское поселение     |
| 70  | Мясниково                                      | деревня         | 6         | Большеклочковское сельское поселение |
| 71  | Нельша                                         | село            | ↘170      | Нерльское городское поселение        |
| 72  | Нерль                                          | пгт             | ↗2016     | Нерльское городское поселение        |
| 73  | Никитино                                       | деревня         | 5         | Морозовское сельское поселение       |
| 74  | Никитцыно                                      | деревня         | 20        | Морозовское сельское поселение       |
| 75  | Никулино                                       | деревня         | 3         | Большеклочковское сельское поселение |
| 76  | Никульское                                     | деревня         | 2         | Нерльское городское поселение        |
| 77  | Ново-Василево                                  | деревня         | 0         | Новогоряновское сельское поселение   |
| 78  | Новое Горяново                                 | село            | 1100      | Новогоряновское сельское поселение   |
| 79  | Новое Леушино                                  | село            | ↘2232     | Новолеушинское сельское поселение    |
| 80  | Новокутишево                                   | деревня         | 0         | Крапивновское сельское поселение     |
| 81  | Обезово                                        | деревня         | 0         | Морозовское сельское поселение       |
| 82  | Оболсуново                                     | деревня станции | 24        | Большеклочковское сельское поселение |
| 83  | Оболсуново                                     | село            | ↗283      | Большеклочковское сельское поселение |
| 84  | Пантелеево                                     | деревня         | 4         | Крапивновское сельское поселение     |
| 85  | Пелгусово                                      | деревня         | ↘35       | Большеклочковское сельское поселение |
| 86  | Пелгусово                                      | деревня станции | 23        | Большеклочковское сельское поселение |
| 87  | Пеньково                                       | деревня         | 2         | Морозовское сельское поселение       |
| 88  | Пержево                                        | деревня         | 3         | Морозовское сельское поселение       |
| 89  | Першино                                        | село            | ↘134      | Большеклочковское сельское поселение |
| 90  | Плосково                                       | деревня         | 3         | Крапивновское сельское поселение     |
| 91  | Подвязново                                     | деревня         | 3         | Новолеушинское сельское поселение    |
| 92  | Поддыбье                                       | село            | ↘64       | Морозовское сельское поселение       |
| 93  | Подлесиха                                      | деревня         | 34        | Морозовское сельское поселение       |
| 94  | Попино                                         | деревня         | 0         | Крапивновское сельское поселение     |
| 95  | Пырьевка                                       | деревня         | ↘73       | Нерльское городское поселение        |
| 96  | Пятый участок Тейковского торфопредприятия     | деревня         | 59        | Новолеушинское сельское поселение    |
| 97  | Реброво                                        | деревня         | 3         | Морозовское сельское поселение       |
| 98  | Репново                                        | деревня         | 22        | Новолеушинское сельское поселение    |
| 99  | Рожство                                        | деревня         | 4         | Большеклочковское сельское поселение |
| 100 | Романцево                                      | деревня         | 2         | Большеклочковское сельское поселение |
| 101 | Санники                                        | деревня         | 12        | Морозовское сельское поселение       |
| 102 | Сахтыш                                         | деревня станции | 17        | Новолеушинское сельское поселение    |
| 103 | Сахтыш                                         | село            | ↘284      | Крапивновское сельское поселение     |
| 104 | Светлый                                        | село            | 253       | Новолеушинское сельское поселение    |
| 105 | Сидорино                                       | деревня         | 2         | Новолеушинское сельское поселение    |
| 106 | Сидорино                                       | деревня станции | 7         | Новолеушинское сельское поселение    |
| 107 | Синяя Осока                                    | деревня         | 132       | Морозовское сельское поселение       |
| 108 | Ситниково                                      | деревня         | 11        | Большеклочковское сельское поселение |
| 109 | Скворцово                                      | деревня         | 7         | Нерльское городское поселение        |
| 110 | Собольцево                                     | деревня         | 1         | Новолеушинское сельское поселение    |
| 111 | Сокатово                                       | деревня         | ↗254      | Морозовское сельское поселение       |
| 112 | Сосново                                        | деревня         | 0         | Морозовское сельское поселение       |
| 113 | Старое Леушино                                 | деревня         | 33        | Новолеушинское сельское поселение    |
| 114 | Стебачево                                      | село            | 28        | Нерльское городское поселение        |
| 115 | Суббочево                                      | деревня         | ↘66       | Большеклочковское сельское поселение |
| 116 | Суново                                         | деревня         | ↘189      | Нерльское городское поселение        |
| 117 | Сухово                                         | деревня         | 14        | Крапивновское сельское поселение     |
| 118 | Терентьево                                     | деревня         | ↘62       | Новолеушинское сельское поселение    |
| 119 | Тестово                                        | деревня         | 18        | Нерльское городское поселение        |
| 120 | Третьяково                                     | деревня         | 0         | Крапивновское сельское поселение     |
| 121 | Удуново                                        | деревня         | 0         | Морозовское сельское поселение       |
| 122 | Уреево                                         | деревня         | 16        | Нерльское городское поселение        |
| 123 | Ушаково                                        | деревня         | 0         | Большеклочковское сельское поселение |
| 124 | Федино                                         | деревня         | 17        | Большеклочковское сельское поселение |
| 125 | Харино                                         | деревня         | ↘60       | Нерльское городское поселение        |
| 126 | Харитоново                                     | деревня         | 12        | Морозовское сельское поселение       |
| 127 | Хмельники                                      | деревня         | 7         | Крапивновское сельское поселение     |
| 128 | Хмельники                                      | деревня         | 6         | Морозовское сельское поселение       |
| 129 | Хмельники                                      | деревня         | 0         | Нерльское городское поселение        |
| 130 | Хомутово                                       | деревня         | 24        | Новолеушинское сельское поселение    |
| 131 | Чаганово                                       | деревня         | 0         | Большеклочковское сельское поселение |
| 132 | Чайка                                          | деревня         | 4         | Новолеушинское сельское поселение    |
| 133 | Четвёртый участок Тейковского торфопредприятия | деревня         | 0         | Новолеушинское сельское поселение    |
| 134 | Чирикалово                                     | деревня         | 0         | Большеклочковское сельское поселение |
| 135 | Шиборская                                      | деревня         | 3         | Морозовское сельское поселение       |
| 136 | Ширяево                                        | деревня         | 20        | Большеклочковское сельское поселение |
| 137 | Шумилово                                       | деревня         | ↘36       | Морозовское сельское поселение       |
| 138 | Шумилово                                       | деревня         | 34        | Новолеушинское сельское поселение    |
| 139 | Яковино                                        | деревня         | 0         | Морозовское сельское поселение       |
| 140 | Якшино                                         | село            | ↘35       | Морозовское сельское поселение       |
| 141 | Яришнево                                       | деревня         | 25        | Нерльское городское поселение        |
| 142 | Ясново                                         | деревня         | 2         | Нерльское городское поселение        |

## Руководство
Глава района — Катков Виталий Александрович, избран 14 мая 2020 года.

## Достопримечательности
Основная природная достопримечательность — Рубское озеро.

## Археология и палеогенетика
На невысокой возвышенности правого берега Койки, вытекающей из палеоозера Сахтыш,  Д. А. Крайновым в 1964 году открыта многослойная стоянка Сахтыш VIII эпохи неолита. Стоянка Сахтыш-2а эпохи энеолита находится в 2 км к юго-востоку от села Сахтыш и в 200 м к юго-западу от посёлка 4-го участка Тейковского торфопредприятия Новолеушинского сельского поселения. Входит в комплекс из 15 стоянок, расположенных по берегам палеоозера Сахтыш и вытекающей из него реки Койки (Кийки), где люди проживали от раннего мезолита до железного века — 11 долговременных и сезонных поселений (Сахтыш I-II, IIa, III–IV, VII–XI, XIV) и 4 местонахождения артефактов (участки V–VI, XII–XIII). На пяти участках (I–II, IIa, VII, VIII) были обнаружены захоронения. Представители волосовской культуры начали хоронить своих умерших на Сахтыш IIa после 3700 лет до н. э. (калиброванная дата). Кладбище Сахтыш IIa использовалось без перерывов нескольких столетий в середине 4-го тысячелетия до н. э. (3650—3400 гг. до н. э.). Волосовская деятельность на Сахтыше II и IIa прекратилась до или в начале 3-го тысячелетия до нашей эры. Стоянки Сахтыш I и Сахтыш VIII относятся к льяловской культуре. В могильнике Сахтыш-IIа обнаружено 72 захоронения эпохи неолита-энеолита, относящихся к льяловской и волосовской культурам. В могилах льяловской культуры присутствовали малочисленные костяные орудия. На стоянке Сахтыш IIА под слоем ранней верхневолжской культуры выявлен культурный слой IIIа финального мезолита (радиоуглеродная дата 7530±60 — 7390±40 л. н.), изделия  из которого можно отнести к финальному этапу бутовской культуры. Культурный слой IIIб (радиоуглеродная дата 8060±50 л. н.) по костяному инвентарю можно отнести к позднему этапу бутовской культуры.
У представителя волосовской культуры NEO194 со стоянки Сахтыш IIA (ок. 3647 лет до н. э.) определили митохондриальную гаплогруппу U4b1b1 и Y-хромосомную гаплогруппу R1b1a1a1-Y13200/M73.